# The Incorrigible Dukane
The Incorrigible Dukane er en amerikansk stumfilm fra 1915 af James Durkin.

## Medvirkende
- John Barrymore som James Dukane.
- William T. Carleton som James Dukane Sr.
- Helen Weir som Enid Crofton.
- Stewart Baird som Corbetson.
- William MacDonald.